# 여순항 포위전
여순항 포위(일본어: 旅順攻囲戦 료준 코이센[*], 러시아어: Оборона Порт-Артура)는 러일 전쟁 중기부터 후기까지 일어난 최대의 전투로 전략적 요충지이던 만주의 여순항을 둘러싸고 벌어진 지상전과 해상전이다.
당시 여순항 요새는 청일 전쟁 당시 여순 전투에서 단 하루만에 일본군에게 함락당했으나 러일 전쟁 당시에는 야전 축성의 달인이라 불렸던 로만 콘드라첸코 소장에 의해 난공불락 요새로 탈바꿈하여 각종 포와 M1893 맥심기관총까지 갖추고 있었다.
이 전투에서 500kg의 포탄을 쏠 수 있는 대규모 280mm 포와 조명 곡사포, 맥심기관총, 볼트 액션 소총, 가시 철조망, 전기 담장, 아크 램프 서치, 라디오 신호 등 갖가지 기술도 이용되었다.

## 배경
1904년 러일 전쟁이 발발하자 당시 러시아군이 주둔하던 남만주 일대는 전쟁터가 되었다. 그 중 한 곳이 여순항으로 그곳은 러시아의 태평양 함대가 주둔한 유일한 극동 부동항으로 전략적 요충지이기도 했다.
러시아군은 아나톨리 스테셀 총장이 이끄는 5만 명의 러시아군과 약 16척 정도의 함대와 승무원들을 갖추고 있었고 여순항의 요새 주변에는 174 고지, 203 고지 등의 언덕이 있어 방어를 더욱 강력하게 하였고 로만 콘트라첸코 소장의 주도로 1.5km의 방어 라인에 콘크리트 요새와 기계 포상 설치 및 참호 연결을 하게 되었다.
이에 일본군은 1904년 7월 30일 노기 마레스케 남작이 지휘하는 일본군 육군 제3군 9만 명과 포병의 지원을 받아 여순항으로 진격했다.

## 전투 과정

### 고아 고지 전투
1904년 8월 7일 ~ 8월 19일 일본군은 120mm의 포로 포격을 시작했다. 일본군 함대는 해안 포격에 참여하며 북동부 지역에 있는 약 604m의 2개 군대가 고립된 고아 고지를 공격했다.
그 고지는 심한 방어 태세를 갖추진 않았지만 급경사였고 러시아군이 설치한 여러 장애물들이 있어 진격하는 데 많은 어려움이 있었다.
8월 7일 아침부터 야간까지 두 개 언덕을 향해 포병 공격을 시작하였으나 주변 강의 범람과 집중 호우로 많은 병사들이 익사하고 예상치 못한 러시아군의 기관총 공격으로 큰 피해를 냈다. 8월 8일 노기 마레스케 남작이 다시 포병 공격을 하여 러시아의 방호순양함 노비크가 화재로 큰 피해를 내고 20시간에 걸친 전투 끝에 8월 9일 일본군은 고지를 함락시켰다.
이 전투에서 일본군 1230명의 사상자를 냈고 러시아군은 여순항에 갇힌 태평양 함대가 위험하게 되었다. 이에 빌헬름 비트게프트 제독이 탈출을 시도해 블라디보스토크로 가려했으나 8월 10일 황해 해전에서 일본의 도고 헤이하치로 제독에게 모두 격침당하고 전사하게 된다.

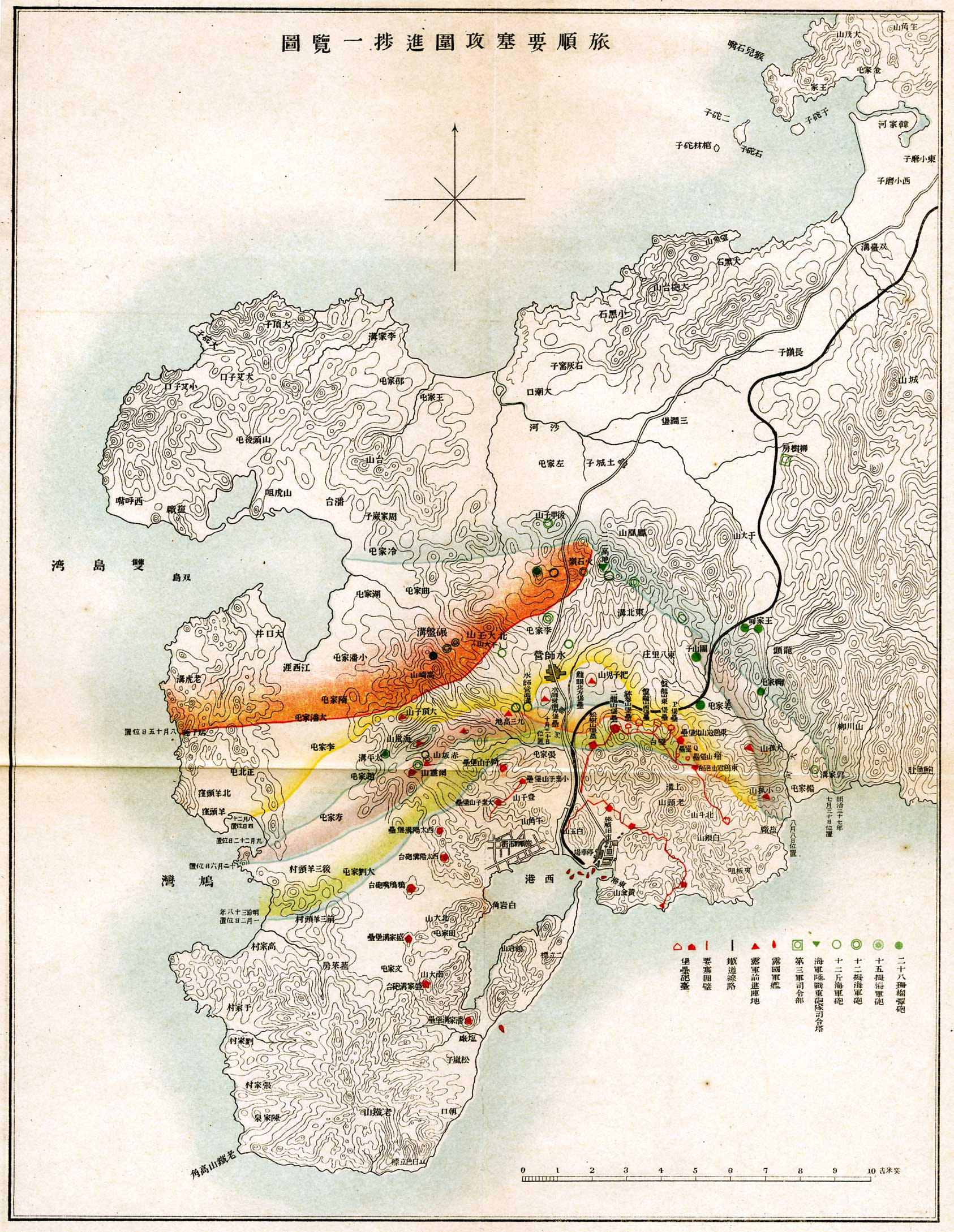
일본 육군 제3군의 전진로
파란색 라인 : 7월 30일, 빨간색 라인 : 8월 15일, 황색 라인 : 8월 20일, 초록색 라인 : 1월 2일

이에 8월 11일 러시아군은 병력 후퇴를 위해 임시 휴전을 제안하지만 거절당하고 8월 14일 떠나기로 결정한다.

### 174 고지 전투
1904년 8월 13일 노기 장군은 늑대 고지에서 러시아군의 정찰 기구 격추에 실패하고 러시아군의 포병들이 조정 부족이 심각한 것을 알고 가능한 빨리 여순항으로 병력을 내려가기 위해 174 고지를 공격하기로 했다.
일본군은 여순항 요새 수비대의 항복을 요구하는 전문을 보냈으나 러시아군은 즉각 거부하고 8월 19일 새벽 일본군은 공격을 시작했다. 이 전투에서 러시아군은 이전 남산 전투를 이끌었던 트레차코프 대령의 동시베리아 연대가 맡았다.
이전 남산 전투에서와 마찬가지로 트레차코프 대령을 끝까지 후퇴를 거부하며 참호에서 첫 번째 방어 라인을 지켰으나 다음날 8월 20일 원군이 오지 않아 병력의 절반이 전사, 부상 또는 탈영을 해 혼란에 빠지고 그 사이 일본군의 대공세로 고지는 함락된다.
이 전투에서 일본군인 1800명이 사상당했고 러시아군은 1000명이 사상당했으며 8월 24일 노기 장군은 174 고지의 동부와 서부에 걸쳐 있는 웬타이 계곡으로 병력을 파견했으나 8월 25일 대패로 끝나게 된다. 그 시기 오야마 이와오 장군은 요동 전투에서 알렉세이 쿠로파트킨 사령관이 이끄는 러시아군을 격파한다.

### 포위
노기 장군은 여순항 요새에 대한 직접적인 공격보다는 요새 아래의 콘크리트 벽을 폭파시키고 참호와 터널을 만드는 데 집중해 1만 6000명 이상의 병력과 대포를 강화했는데 거대한 11인치 곡사포들을 곳곳에 설치했다.
그 사이 여순항 요새의 수비대들은 동료 임원들 간의 협력 부족과 차르에 대한 불평, 괴혈병과 신선한 음식의 부족으로 인한 이질을 겪게 된다. 한편 노기 장군은 동쪽에 있는 203 고지에 관심을 돌리게 되는데 그곳은 여순항에 주둔한 러시아 함대를 한눈에 내려다 볼 수 있는 전략적 요충지였다.
9월 중순 일본군은 8km의 참호 공사를 끝내고 203 고지로 병력을 이동시켰으나 러시아군의 포격과 기관총 공격으로 많은 사상자만 냈다. 끝없는 노기 장군의 시도 끝에 일본군은 3500명의 사상자를 냈고 10월 29일 노기 장군은 메이지 천황의 생일을 맞아 다시 공격을 시작했으나 결국 124명의 장교와 3611명의 병사들만 전사하게 되었다.
겨울에 일본군은 280mm 곡사포로 추가 증원해 배치했는데 그 시기 러시아군의 발트 함대가 이동하고 있다는 정보가 들려 노기 장군은 지체할 시간 없이 203 고지를 공격하기로 결정했다.

### 203 고지 전투

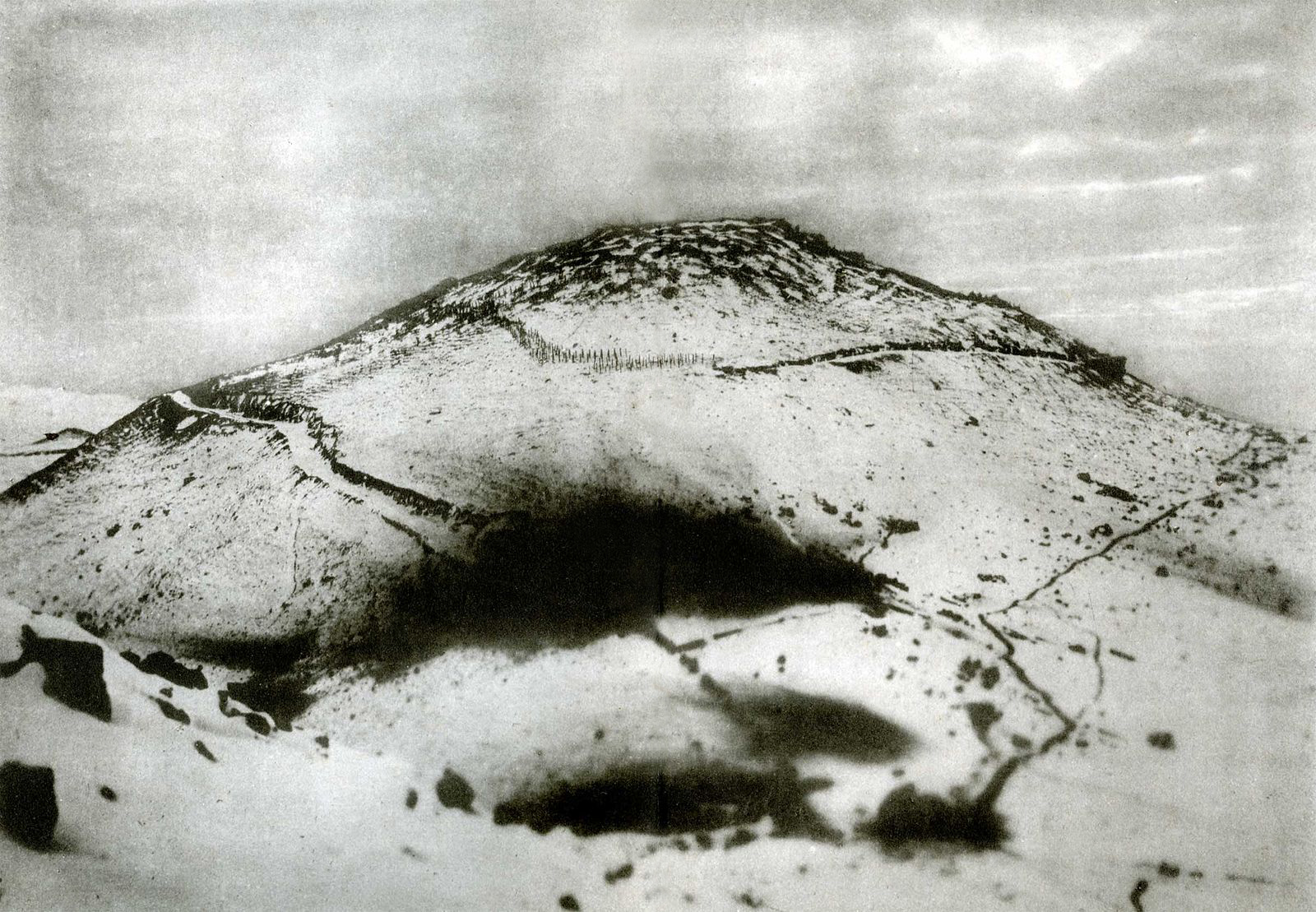
1904년 12월 14일의 203 고지

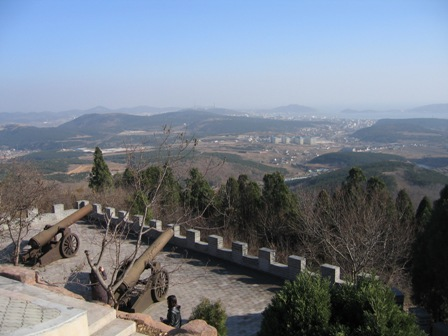
2004년 203 고지 정상에서 본 여순항

일본군의 여러 차례에 걸친 공격으로 203 고지에 관심을 가지지 않던 아나톨리 스테셀 총장과 로만 콘트라첸코 소장은 즉각 방어를 강화하고 가파른 측면에 거대한 벽을 쌓고 방형 포루로 보호했으며 다른 고지의 요새로도 참호를 연결했다.
러시아군이 방어 태세를 끝내고 203 고지를 난공불락 요새로 만들고 발트 함대가 인도양을 통과할 시기 1904년 11월 26일 일본군은 다시 공격을 시작했다. 요새에 대한 정면 돌파를 시도하지만 수비대의 포격과 기관총으로 인해 4000명의 사상자를 냈지만 비공식적으로는 그 두 배에 달할 것으로 추측한다.
11월 28일 오전 8시 30분에 대규모 포병 지원으로 다시 일본군은 고지를 공격해 280mm의 포까지 쐈지만 러시아군 수비대의 잘 싸여진 대열과 수류탄, 기관총 공격으로 큰 피해를 입었다. 12월 5일 오전 10시 30분을 가해 다시 대공세를 펼쳐 포격 지원으로 주변 두 개의 언덕을 함락시킨 뒤 17시 일본군은 무사히 203 고지를 함락시키는 데 성공한다.
그러나 이 전투에서 노기 장군의 무리한 작전으로 노기 장군의 두 아들을 포함해 엄청난 피해를 냈다.

### 태평양 함대의 파괴

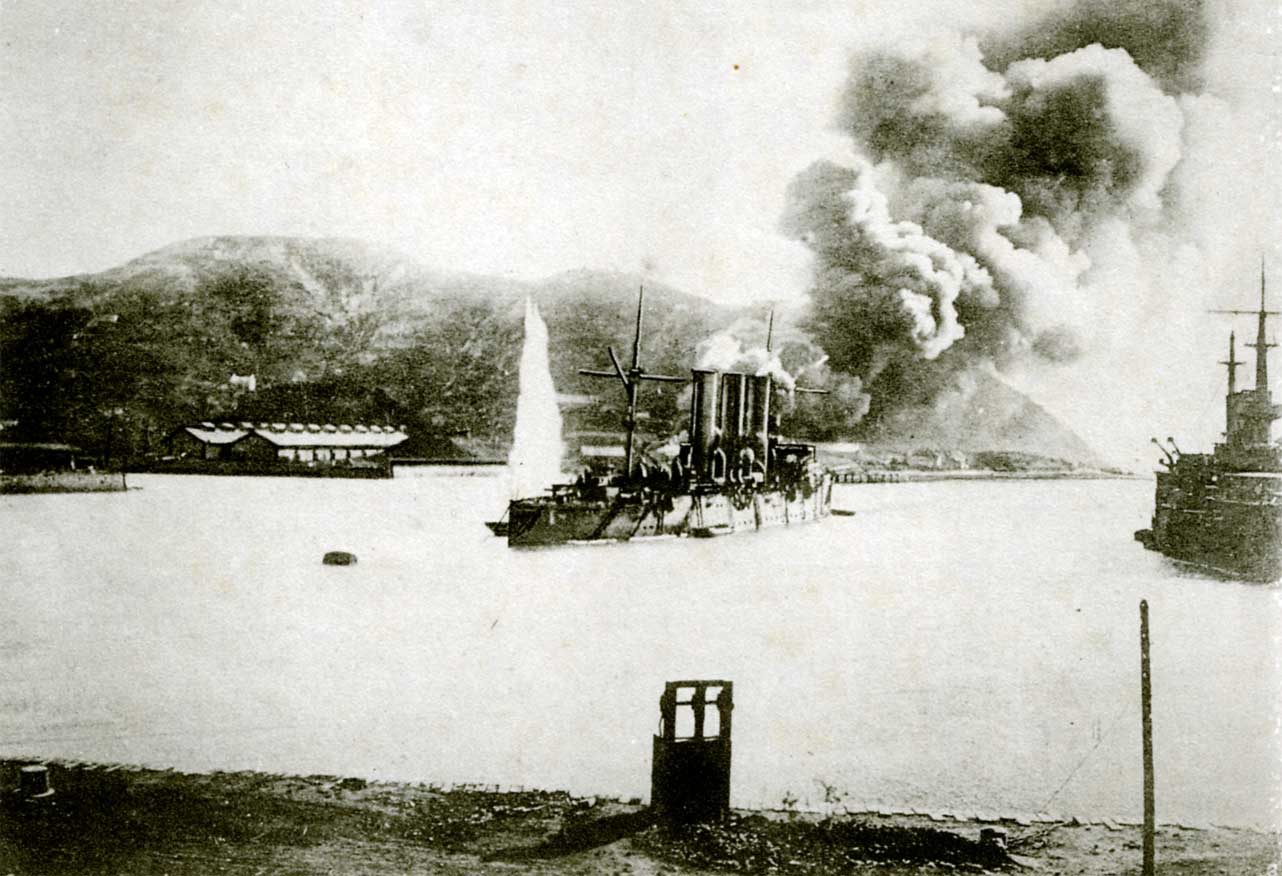
석유 창고의 화재

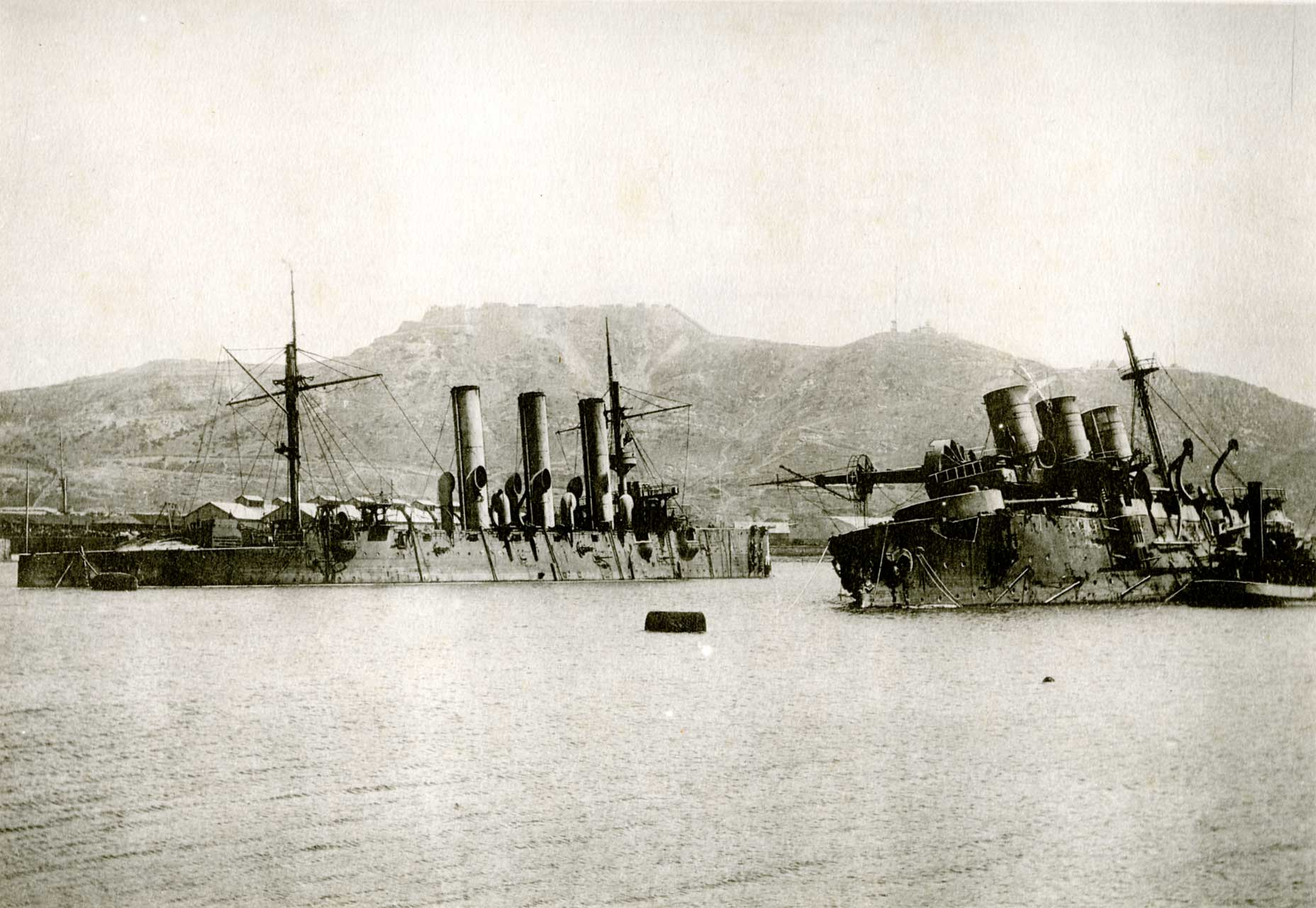
팔라다와 포베다

203 고지를 함락시켜 유리한 위치에서 여순항을 내려다 볼 수 있게 된 일본군은 280mm의 포와 500kg의 철갑탄, 곡사포 등으로 공격을 시작해 1904년 12월 5일 여순항에 정박해 있던 배수량 1만 960톤의 폴타바가 대폭발을 일으키며 침몰했다.
그리고 12월 7일 배수량 1만 2900톤의 전함 레트비잔이 포탄을 8발이나 맞아 뷔렌 제독이 부상을 입고 사실상 고철로 변해버렸으며 12월 9일 포베다와 퍼레스비트, 순양함 팔라다, 바얀 등이 파괴되었다. 곧이어 배수량 1만 960톤의 전함 세바스토폴도 파괴당했으며 몇 척의 소함정을 제외한 4척의 전함과 2척의 순양함, 그 외 10척의 각종 함정들이 모두 격침당해 버렸다.
이 포격은 전함들 외에도 조선소와 시가지까지 이어져 사실상 함정의 수리가 불가능해졌고 시가를 공황상태로 몰아넣었으며 일본군은 항구 밖 광산에서 순양함 다카사고를 잃었다. 이후 1905년 1월 여순항에서 탈출한 세바스토폴의 선장 니콜라이 폰 에센이 항복했고 이때 침몰한 여러 함정들을 일본군에게 인양되어 수리된 후 일본군의 함정으로 재탄생하게 되었다.

### 항복

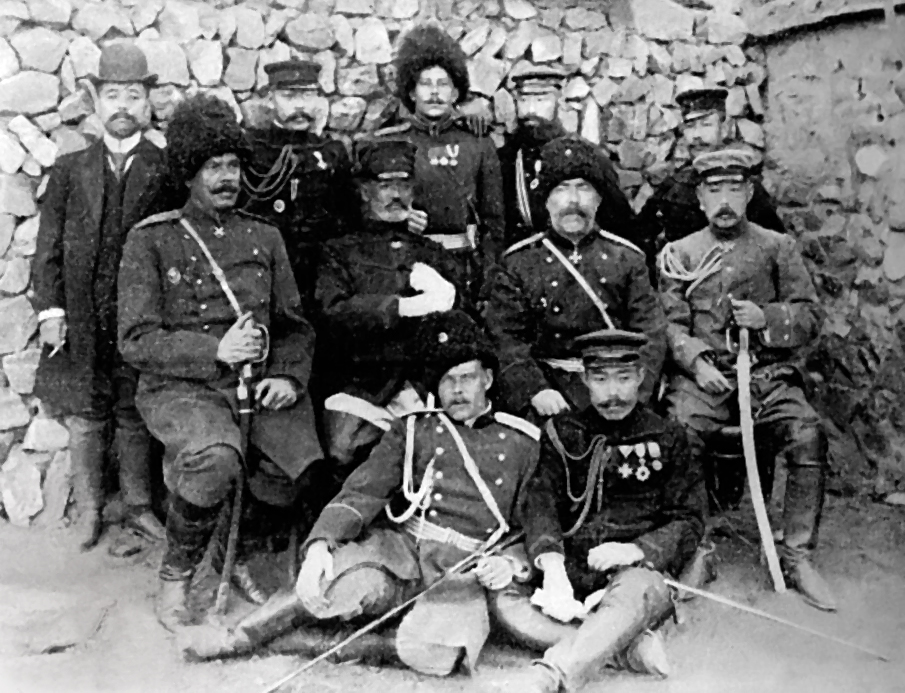
항복한 직후 노기 마레스케(중앙 왼쪽)과 아나톨리 스테셀(중앙 오른쪽)과 그들의 휘하 장교들

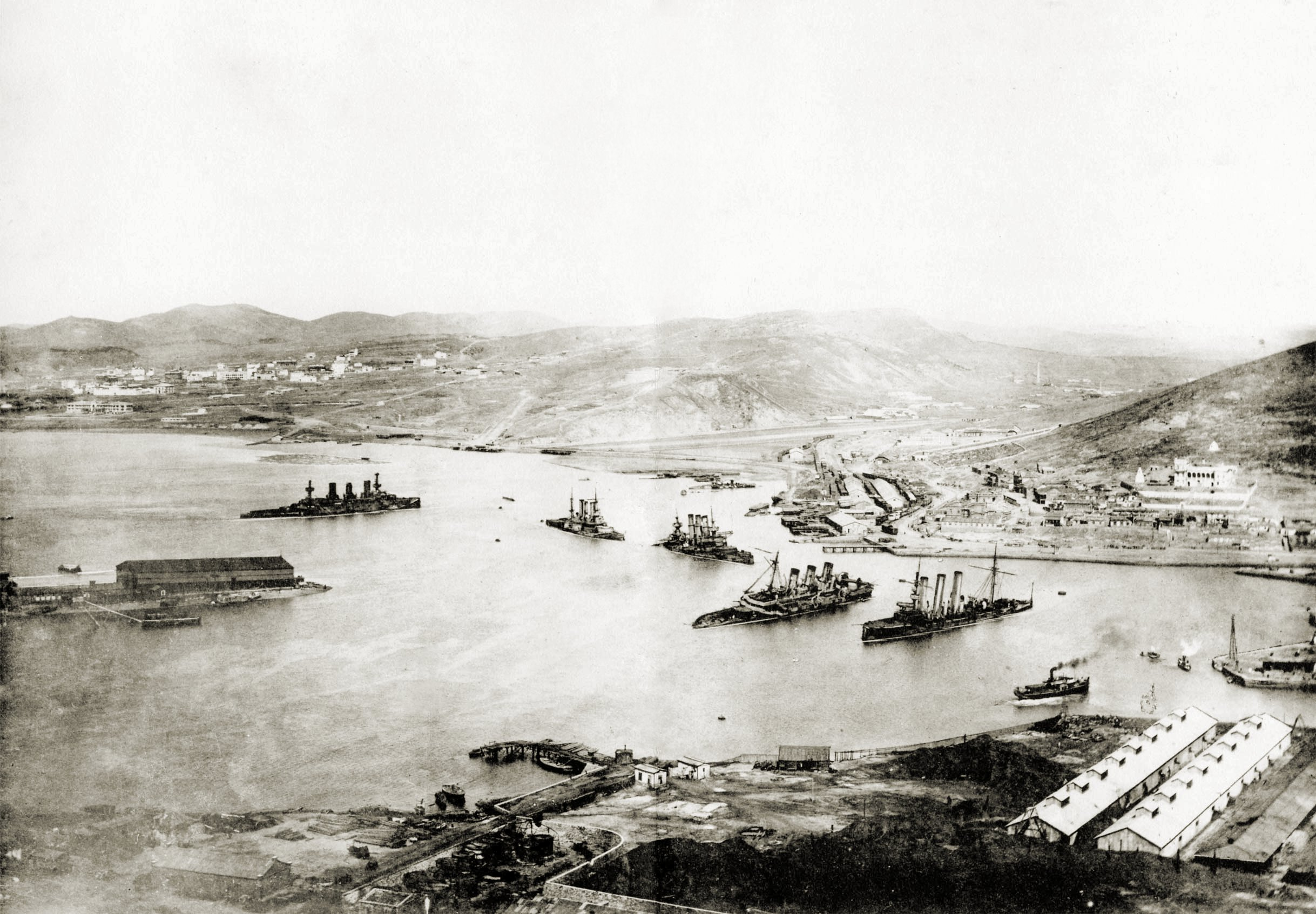
러시아의 제1태평양 함대, 후에 일본군에게 인양되어 일본 전함으로 개조되었다가 반환

203 고지의 함락과 제1태평양 함대의 괴멸은 여순 전투의 종막이나 마찬가지였고 이후 수주일에 걸쳐 다른 고지에서의 저항이 이어졌지만 여순 요새 사령관 아나톨리 스테셀 중장은 사실상 전의를 상실해버렸다. 203 고지 부근의 포대들에서는 수비대가 12월 6일 철수를 시작했고 자연히 주변의 요새들이 고립되어 버렸다.
12월 7일, 스테셀 중장은 여순 요새 사령부에서 작전 회의를 소집했으나 뚜렷한 대책이 없었고 203 고지의 함락으로 주요 포대와 보루들이 사실상 일본군의 정확한 포격 유도 하에 무차별 포격을 당하게 생겼고 부상병들이 속출했다.
여기에 일본 제3군은 공병대가 땅굴을 파고 들어가 폭약을 장착, 보루를 기초 부분부터 파괴하는 전술을 구사했고 이제 러시아군은 지하에서부터 속수무책으로 공격을 받게 되었으며 12월 15일 콘트라첸코 소장이 전사하면서 여순 요새의 방위력은 더욱 약화되었다.
공병과 포병의 긴밀한 협조 하에 그 동안 숱한 일본군을 살상한 이룡산의 포대가 12월 28일 함락됨으로써 스테셀 중장은 절망에 빠져버렸으며 12월 31일에는 송수산의 보루와 포대들이 일본군에게 함락되었고 마침내 1905년 1월 1일, 15시를 기해 스테셀 중장은 항복을 결심했다.
그 시각에도 전투는 계속되고 있었고 주요 포대와 보루가 함락된 러시아군은 서서히 밀리고 있었다. 더 이상의 저항은 막대한 희생자만을 낼 뿐이라는 것이 스테셀 중장의 생각이었다. 그는 영어로 항복문서를 작성하게 했다. 당시 국제 공용어는 프랑스어였지만 일본인에게는 영어가 공용어라는 것이 일반 상식이었기 때문이다.
이 항복문서를 든 견습사관 마르첸코는 일본군 제1 보병사단 2연대의 병사들과 조우했고 곧 항복교섭이 시작되어 일본측 대표로는 이지치 고스케 소장이, 러시아측 대표로는 참모장 레이스 대령이 선임되었다. 장소는 수사영이 되었고 마침내 1905년 1월 2일, 16시 35분 항복 협상을 마무리 지었다.

## 결과 및 영향

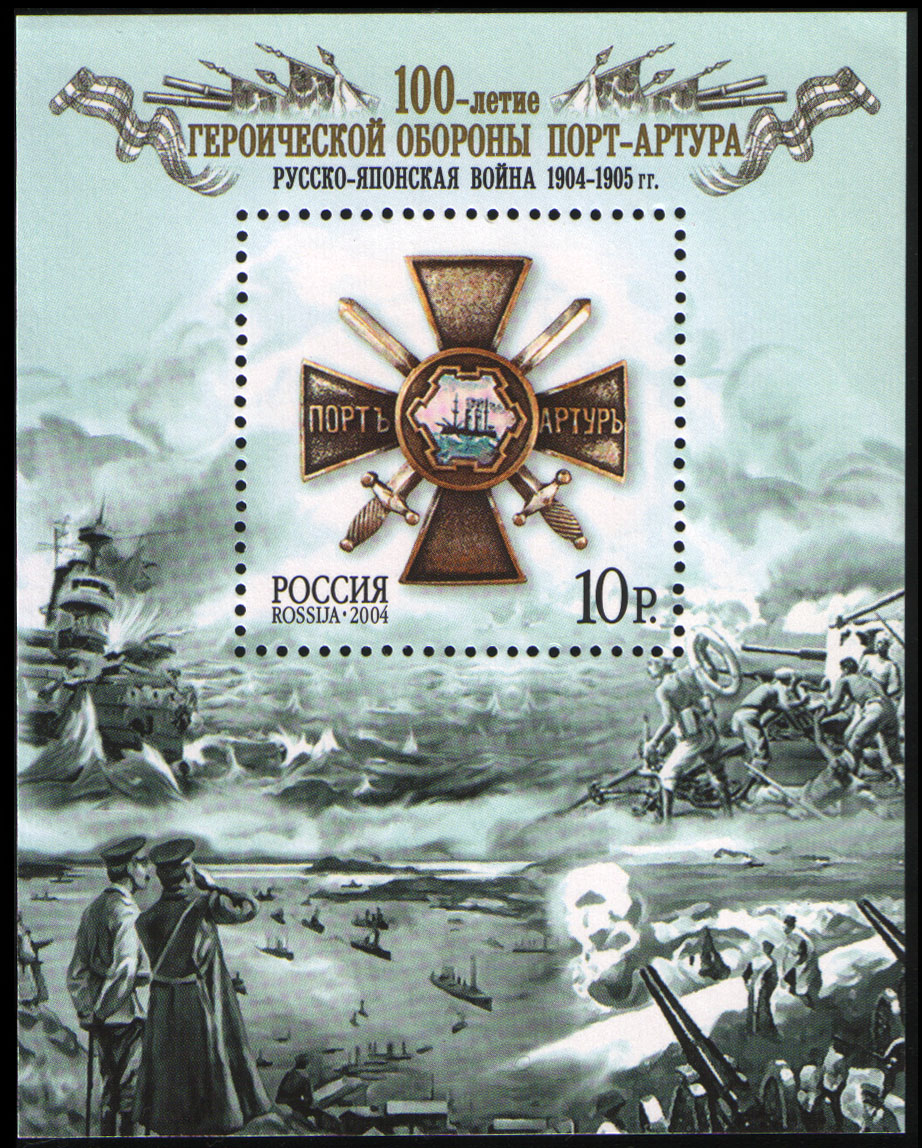
2004년 여순항 포위전 100주년을 기념해 발행된 러시아 우표

러시아군은 총 3만 5000명의 병력으로 전투를 시작해 12,000명의 사상자를 냈지만 이 중 전사자는 3,000여명에 불과했고 그나마 대부분은 203 고지 전투 이후에 집중적으로 늘어난 것이니 말이다.
반면 노기 마레스케 중장의 제3군은 최초 10만의 병력으로 시작해 속속 들이 보충된 병력까지 합쳐 총 13만에 이르는 대군을 투입해 155일간의 전투를 치렀으나 전술적인 변화없이 무모하기 그지없는 공세의 반복 결과 일본 제3군은 전사 1만 5400명을 포함해 총 6만 212명이라는 엄청난 수의 사상자를 냈다.
이는 전군의 절반에 가까운 수치로 러시아군의 5배가 넘는 막대한 손실이었고 특히 장교의 손실이 엄청나 전투 종료 시까지 온전히 살아남은 이들이 겨우 10명에 불과했다는 점은 크나큰 충격이었다.
이후 노기 장군이 여순항을 떠난 후 오야마 이와오 장군이 남은 제3군의 1만 2000명의 병력을 이끌고 봉천 전투를 치렀고 러시아군은 이 전투의 패배로 쓰시마 해전과 포츠머스 조약, 피의 일요일 사건으로 이어지게 된다.

## 참고 자료
- Connaughton, Richard (2003). Rising Sun and Tumbling Bear. Cassell. ISBN 0-304-36657-9
- 로템 코우너 (2006). Historical Dictionary of the Russo-Japanese War. Scarecrow. ISBN 0-8108-4927-5
- Repington, Charles (1905). The War in the Far East, 1904-1905. London, 1905.
- Sedwick, F.R. (1909). The Russo-Japanese War. 맥밀란.
- Graham J. Morris (2005) Port Arthur - The Siege available at battlefieldanomalies.com